# Комиссионный магазин

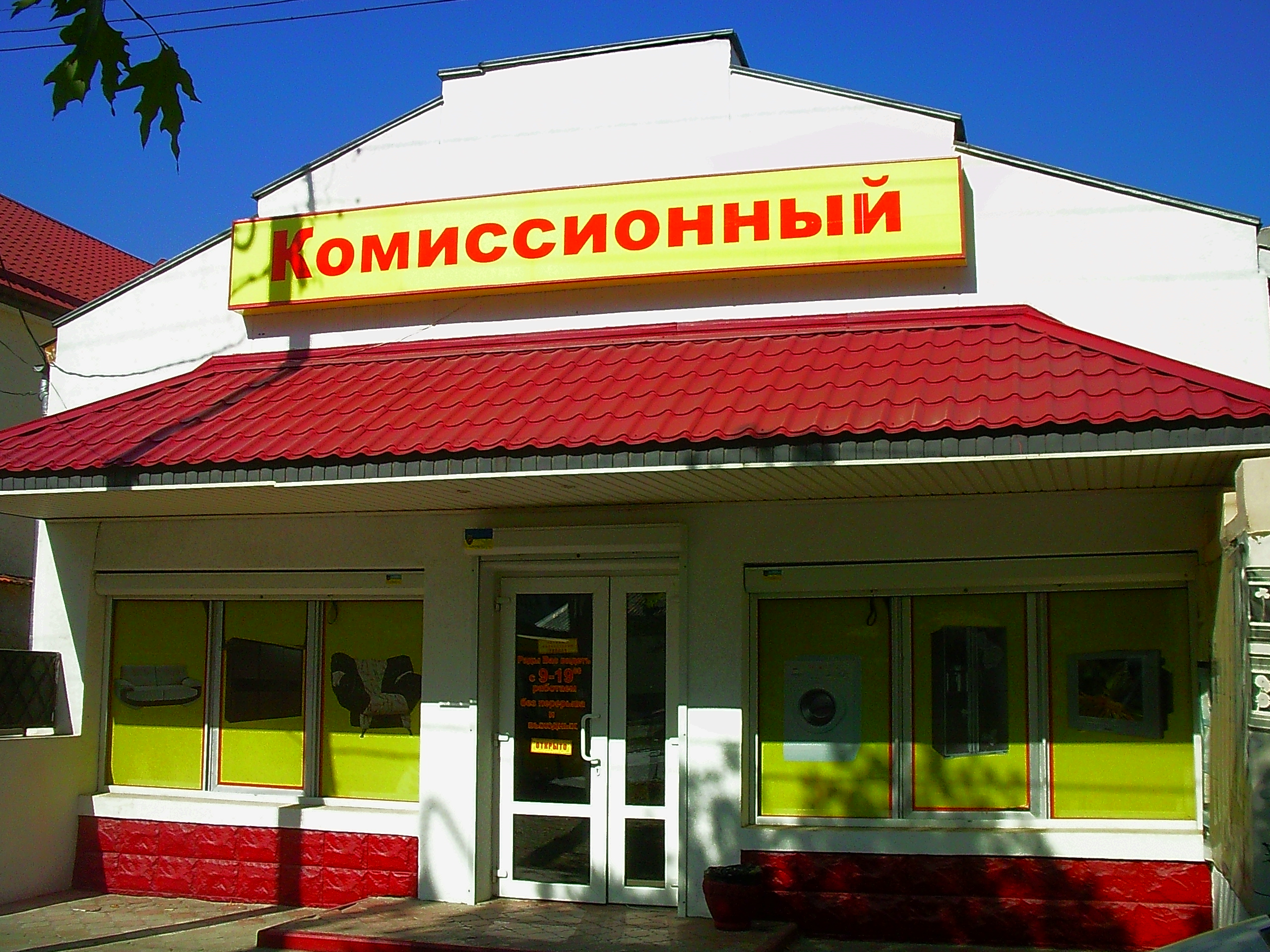
Комиссионный магазин в Симферополе

Комиссио́нный магази́н — магазин, который принимает бывшие в употреблении или новые товары: технику, одежду, ценности, антиквариат и прочие от владельцев с целью их продажи и получения определённого процента от денег, полученных за проданный товар — комиссии.
В зависимости от страны и исторического времени правила в комиссионных магазинах могут отличаться. Однако везде и всегда понималось, что продавец оплачивает лицу, помогающему продать товар, часть доходов от продаж (комиссия).
Оплата не выполняется до тех пор, пока этот товар не продан. Продавец сохраняет право собственности на этот товар всё время, и может прекратить договорённость в любое время, обратившись с просьбой о возврате товара.